# Toga (ilha)
Toga (em Lo-Toga Toge [ˈtɔɣ̞ə] ) é uma ilha do grupo Torres, na província de Torba de Vanuatu.   

## Geografia
A Ilha da Toga é a mais meridional das Ilhas Torres. O tamanho da ilha é 6 km por 4,5 km. A elevação estimada do terreno acima do nível do mar é de 104 metros. Toga é cercada por um recife de orla estreita que cai rapidamente em águas profundas. O cume da ilha é o Monte Lemeura (localmente Lēmere [ˈlemərə]) localizado no lado oeste da ilha.  O clima em Toga é tropical úmido. A precipitação média anual é de cerca de 4000 milímetros. A ilha está sujeita a ciclones e terremotos frequentes.

## População
Toga é a ilha mais populosa das Ilhas Torres, com cerca de 250 habitantes. Eles falam o dialeto Toga da língua Lo-Toga. A população vive em duas aldeias: Liqal [liˈkʷal] e Litew [liˈtəw]. Uma antiga vila, agora abandonada, chamava-se Qururetaqō [kʷurʉrətakʷo].

## Fauna
Sabe-se que corujas-das-torres vivem na área. Muitas amostras dos ossos da coruja foram encontradas em uma caverna em Toga, que foram revisadas por cientistas. Suas presas eram lagartixas e ratos.